# Daguo (köpinghuvudort i Kina, Hebei Sheng, lat 38,07, long 114,41)
Daguo är en köpinghuvudort i Kina. Den ligger i provinsen Hebei, i den norra delen av landet, omkring 260 kilometer sydväst om huvudstaden Peking. Antalet invånare är 38 169. Befolkningen består av 19 329 kvinnor och 18 840 män. Barn under 15 år utgör 12,0 %, vuxna 15-64 år 80 %, och äldre över 65 år 7,0 %.
Runt Daguo är det tätbefolkat, med 550 invånare per kvadratkilometer. Närmaste större samhälle är Shijiazhuang, 7,0 km sydost om Daguo. Runt Daguo är det i huvudsak tätbebyggt.
Genomsnittlig årsnederbörd är 656 millimeter. Den regnigaste månaden är juli, med i genomsnitt 206 mm nederbörd, och den torraste är december, med 4 mm nederbörd.